# Allorgella
Allorgella là một chi rêu trong họ Lejeuneaceae.